# Serrat d'Ambret
El Serrat d'Ambret és una serra situada al municipi de Lles de Cerdanya, a la comarca de la Baixa Cerdanya, amb una elevació màxima de 1.496 metres.